# Javier Pérez Campos
Javier Pérez Campos (Ciudad Real, 14 de febrero de 1989) es un periodista y escritor español, reportero del programa de televisión Cuarto Milenio (Cuatro). 
Fue redactor y productor del programa de radio Milenio 3 (Cadena SER) y colaborador en Onda Cero, Punto Radio, Telecinco o Cadena SER. Ha colaborado en las revistas especializadas Año Cero y Más Allá.

## Libros
- Los enigmas del apocalipsis Maya, 2012, ed. Anaya Multimedia.[4]
- En busca de los imposible, 2012, ed. Anaya Multimedia.[5]
- Los ecos de la tragedia, 2013, ed. Planeta de los Libros.[6]
- Están aquí. Son los Otros, 2016, ed. Planeta de los Libros.[7]
- Los Guardianes, 2019, ed. Planeta de los Libros.[8]
- Los Intrusos, 2021, ed. Planeta.[9]
- Immaturi: Los Inocentes, 2023, ed. Planeta.[10]

## Actividad profesional

### Radio
- Milenio 3, Cadena SER.
- Universo Iker.
- Misterios de Al-Andalus, Canal Sur Radio.

### Televisión
- Cuarto Milenio, Cuatro.
- Al otro lado (programa de televisión), Telecinco.
- Cuarto Milenio Zoom, Cuatro.
- Horizonte, Cuatro.

### Internet
- Milenio Live, YouTube.